# Дънлоп (гуми)
Dunlop Tyres (накратко Dunlop, произнася се Дънлоп) е компания за производство на автомобилни гуми и други изделия от гума и каучук. Основана като английска компания през 1890 г., днес тя е собственост на американската Goodyear Tire & Rubber Company – 75%, и японската Sumitomo Rubber Industries – 25%. Гумите на Dunlop са предпочитани от производителите на луксозни автомобили в света. Dunlop произвежда гуми за всякакви нужди, но повече от всяка друга марка е съсредоточен върху развитието на високоскоростни и ултрависокоскоростни гуми. Мотото на Dunlop е „Drivers Know“ („Шофьорите знаят“).

## Хронология
- 1890 – Джон Бойд Дънлоп открива първия завод за гуми на Dunlop Pneumatic Tire Co. Ltd, в Дъблин, Ирландия
- 1893 – Dunlop открива първия си завод за производство на гуми в Европа, в Ханау, Германия
- 1895 – Откриване на производство в Австралия и САЩ
- 1913 – Dunlop стартира производство на гуми и в Япония, Кобе
- 1964 – Радиалната гума Dunlop SP 41 е първата гума в света, даваща защита от аквапланинг
- 1973 – Dunlop създава Denovo – първата в света „fail-safe“ гума, която дава възможност за дълъг пробег и подобрен контрол при висока скорост, дори когато е спукана
- 1998 – поредна иновация – Dunlop разработва DSST гума – самоподдържаща се гума с характеристиките на „fail-safe“
- 1999 – Dunlop представя първата в света система за следене на налягането в гумите – WARNAIR

## Във „Формула 1“
Дълги години снабдява екипи от световния шампионат на „Формула 1“ с гуми, като с нейни гуми са печелени както състезания, така и титли и при пилотите, и при конструкторите. Компанията дебютира във „Формула 1“ още през 1950 г.
|        | Участия | Победи | ПП | НБО | Точки | бр. пилоти | Бр. отбори | Бр. двигатели |
| Dunlop | 174     | 83     | 76 | 79  | 1507  | 230        | 42         | 29            |
| ------ | ------- | ------ | -- | --- | ----- | ---------- | ---------- | ------------- |